# Ananas cvijet
Ananas cvijet (lat. Eucomis), rod trajnica iz porodice Asparagaceae raširen po tropskoj južnoj Africi. Postoji 12 priiznatih vrsta, a tipična je E. regia iz Južnoafričke Republike.

## Vrste
1. Eucomis amaryllidifolia Baker
2. Eucomis autumnalis (Mill.) Chitt.
3. Eucomis bicolor Baker
4. Eucomis comosa (Houtt.) H.R.Wehrh.
5. Eucomis grimshawii G.D.Duncan & Zonn.
6. Eucomis humilis Baker
7. Eucomis montana Compton
8. Eucomis pallidiflora Baker
9. Eucomis regia (L.) L'Hér.
10. Eucomis schijffii Reyneke
11. Eucomis vandermerwei I.Verd.
12. Eucomis zambesiaca Baker